# General Electric YJ93

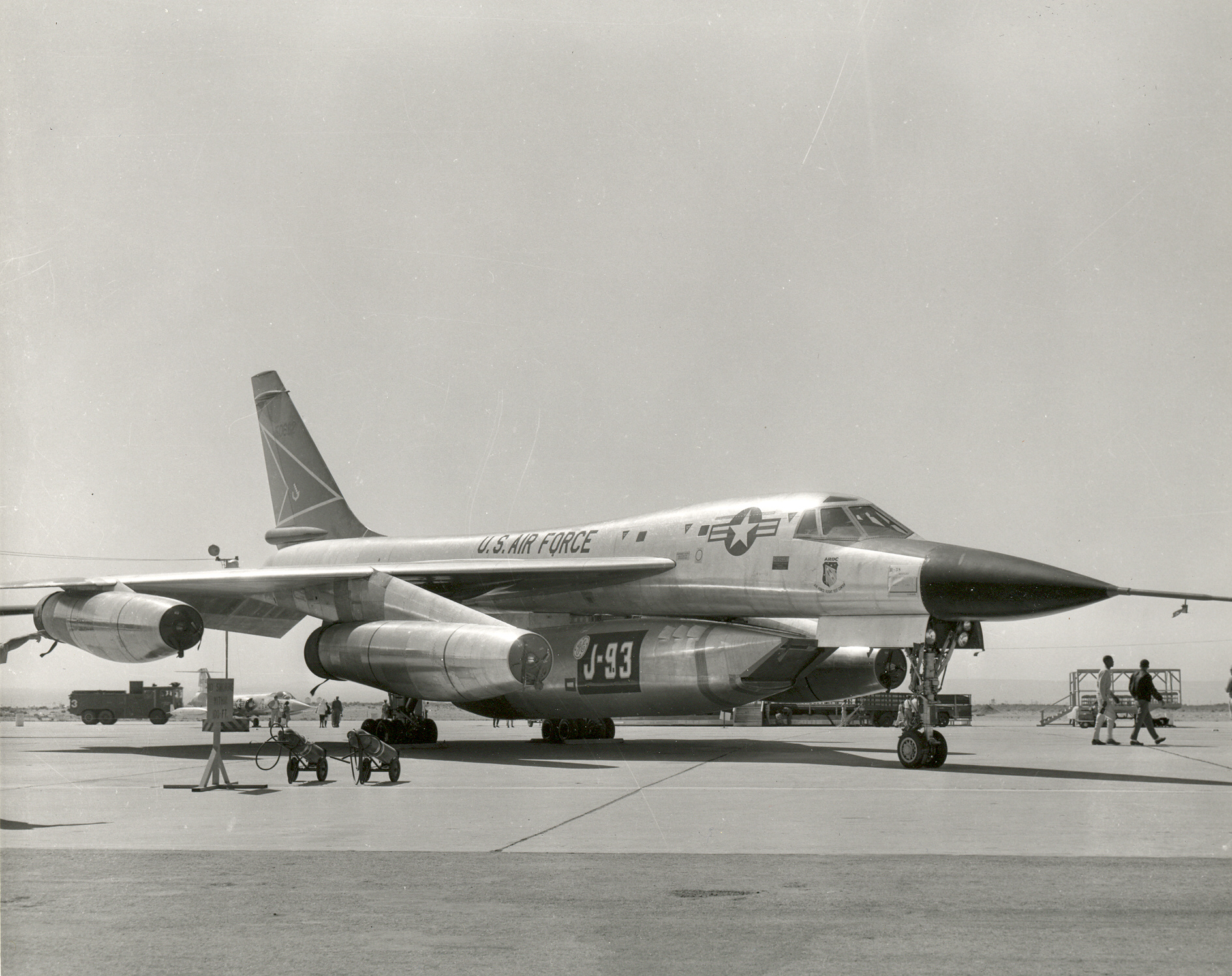
Un YB-58 en la base aérea de Edwards portando una góndola ventral equipada con un J93.

El General Electric YJ93 es un motor turborreactor diseñado como planta motriz para el bombardero XB-70 Valkyrie y el interceptor XF-108 Rapier. El YJ93 es un turborreactor monoeje de flujo axial, con compresor variable y una tobera de escape ajustable en convergencia y divergencia. El empuje máximo al nivel del mar era de 128 kN.

## Diseño y desarrollo
El YJ93 empezó su existencia como el General Electric X275, una versión agrandada del turborreactor J79. Este evolucionó en el X279 cuando se requirió una velocidad de crucero de Mach 3, y finalmente se convirtió en el YJ93.
El motor empleaba un combustible especial de alta temperatura, el JP-6. Los seis YJ93 que equipaba el XB-70 eran capaces de producir una relación empuje/peso de 5, permitiendo velocidades de 3200 km/h (aproximadamente Mach 3) a una altitud de 21.000 metros.
El interceptor XF-108 fue cancelado, y el proyecto B-70 fue reorientado a investigación.

## Especificaciones (GE4/J5P)
- Tipo: Turborreactor
- Longitud: 6,2 m
- Diámetro: 1,33 m
- Compresor: Axial de 11 etapas
- Turbina: Axial de 2 etapas
- Combustible: JP-6
- Empuje: 85 kN,[1] 128 kN en postcombustión[1]
- Consumo específico: 19,8 g/(s·kN), o 51 g/(s·kN) en postcombustión
- Flujo de admisión: 125 kg/s

### Desarrollos relacionados
- General Electric GE4

### Motores similares
- Pratt & Whitney J58
- Kuznetsov NK-321
- Lyulka AL-7
- Tumansky R-15

### Listas relacionadas
- Anexo:Motores aeronáuticos